# Султанов, Зайни Губайдуллович
Зайни́ Губайду́ллович Султа́нов (настоящее имя Сулейманов Зайнелгабидин Губайдуллович, тат. Зәйнелгабидин Гобәйдулла улы Сөләйманов; 17 января 1892, Астрахань, Российская империя — 5 мая 1952, Казань, РСФСР, СССР) — советский татарский актёр, режиссёр. Заслуженный артист Татарской АССР (1926). Народный артист Татарской АССР (1939). Заслуженный артист РСФСР (1940). Один из основателей татарского театра.

## Биография
Родился в Астрахани в 1892 году. Театральную деятельность начал в 1907 г. в Астрахани.
В 1914—1918 гг. работал в труппе «Сайяр».
Был одним из организаторов театральных студий в Астрахани (1919), Самаре (1920).
В 1922—1923 гг. — первый директор Татарского театрального техникума.
Затем работал в Астрахани и Баку.
В 1925 году переехал в Казань и всю дальнейшую творческую жизнь посвятил Татарскому академическому театру.
С 1929 по 1950 гг. жил в Казани на улице Лобачевского, дом 4.
С 1938 года член Союза писателей СССР.

Могила Султанова на татарском кладбище Казани

Зайни Султанов похоронен на Татарском кладбище.

## Творчество
З. Султанов, кроме актерской деятельности, занимался режиссурой, переводческой работой.
Роли Султанова:
- Нил — «Мещане» (М. Горький)
- Кречинский — «Свадьба Кречинского» (А. Сухово-Кобылин)
- Хаджи Юнус — «Хаджи эфенди женится» (Ш. Камал)
- Городничий — «Ревизор» (Н. Гоголь)
- Мисбах — «Без ветрил» (К. Тинчурин)
- Берсенев — «Разлом» (Б. Лавренёв)
- Захар Бардин — «Враги» (М. Горький)
- Сиразетдин — «Банкрот» (Г. Камал)
- Надир-шах — одноименная пьеса (Н. Нариманов)
- Ишан — «Голубая шаль» (К. Тинчурин)
- Иманкул — «Наёмщик» (Т. Гиззат)
- Карим бай — «Несчастный юноша» (Г. Камал)
- Хамза бай — «Первое представление» (Г. Камал)
- Зиганша — «Давлет Бадриев» (Г. Иделле)
- Шаулихан — «Потоки» (Т. Гиззат)
- Граф — «Трактирщица» («Мирандолина») (К. Гольдони)
- Лука — «На дне» (М. Горький)
- Янбулатов — «Человек с портфелем» (А. Файко)
- Ажим — «Мулланур Вахитов» (Н. Исанбет) и другие.

## Награды
- Заслуженный артист Татарской АССР (1926)
- Народный артист Татарской АССР (1939)
- Заслуженный артист РСФСР (1940)
- Орден Трудового Красного Знамени (23.06.1940)[1]

## Память
До 1960 года имя Зайни Султанова носила улица в Приволжском районе, ныне Авангардная. Его имя носит улица в Вахитовском районе Казани.